# Derris koolgibberah
Derris koolgibberah är en ärtväxtart som beskrevs av Jacob Whitman Bailey. Derris koolgibberah ingår i släktet Derris och familjen ärtväxter. IUCN kategoriserar arten globalt som livskraftig.

## Underarter
Arten delas in i följande underarter:
- D. k. koolgibberah
- D. k. pseudoinvoluta